# 1932年のグランプリ・シーズン
1932年のグランプリ・シーズン
はAIACRヨーロッパ・ドライバーズ選手権のタイトルが懸けられた二回目のグランプリ・シーズンである。アルファコルセのタツィオ・ヌヴォラーリがヨーロッパ・チャンピオンに輝いた。ヌヴォラーリは3つのヨーロッパ選手権グランプリのうち2つに勝利した。選手権は５時間から10時間の長時間レースで構成された。

## シーズン概要
1932年シーズンはフォーミュラ・リブレの規格で争われる最後のヨーロッパ選手権となった。昨年に引き続きブガッティとアルファロメオの対決がシーズンの焦点となったが、6月のイタリアグランプリでアルファロメオが投入した新型アルファロメオP3の前にブガッティ・タイプ51は競争力を失った。選手権はアルファロメオの独壇場となり、この年開催された3つのグラン・エプルーヴを全勝した。ヌヴォラーリがイタリアグランプリとフランスグランプリを制し、ヨーロッパ・チャンピオンとなった。
一方で、悪化の一途をたどるドイツの経済状況はメルセデスのレース活動を中断に追い込んだ。前年にドイツグランプリをメルセデスで制したカラツィオラは1932年シーズンを前にアルファロメオに加入したが、カンパーリ、ヌヴォラーリらイタリア人ドライバーの反対に遭いファクトリーチームの一員としては認められなかった。
カラツィオラは当初、ドイツのナショナルカラーである白のアルファロメオをドライブすることになった。この状況はモナコグランプリでカラツィオラがヌヴォラーリに優勝を譲ることで終わりを告げた。

### ヨーロッパ選手権グランプリ

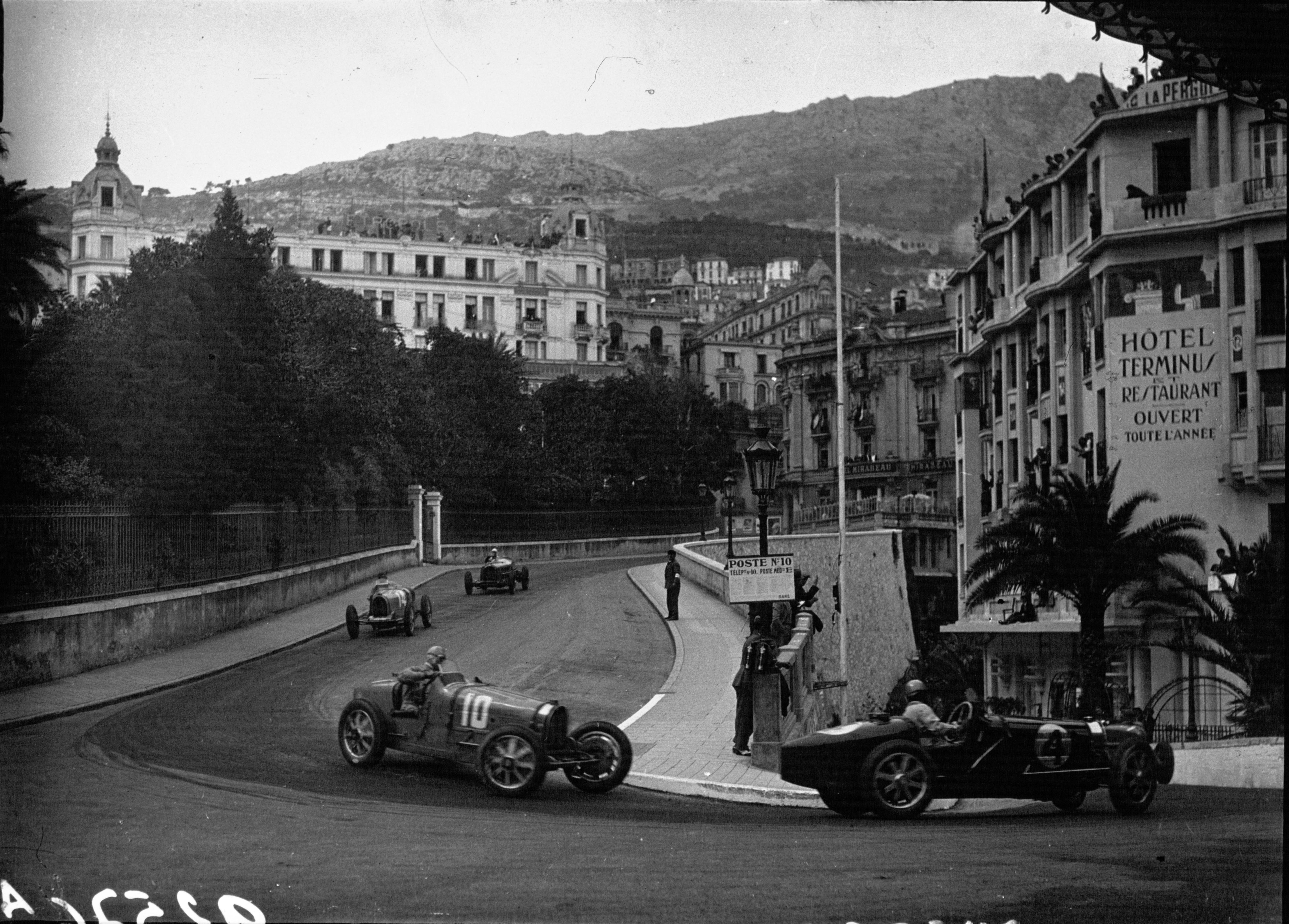
アルファロメオのタツィオ・ヌヴォラーリが1932年のモナコグランプリを制した。

| Rd | 開催日  | レース             | サーキット           | ファステストラップ     | 優勝者                 | コンストラクター | レポート |
| -- | ------- | ------------------ | -------------------- | ---------------------- | ---------------------- | ---------------- | -------- |
| 1  | 6月5日  | イタリアグランプリ | モンツァ・サーキット | ルイジ・ファジオーリ   | タツィオ・ヌヴォラーリ | アルファロメオ   | 詳細     |
| 2  | 7月3日  | フランスグランプリ | ランス・グー         | タツィオ・ヌヴォラーリ | タツィオ・ヌヴォラーリ | アルファロメオ   | 詳細     |
| 3  | 7月17日 | ドイツグランプリ   | ニュルブルクリンク   | タツィオ・ヌヴォラーリ | ルドルフ・カラツィオラ | アルファロメオ   | 詳細     |

### 非選手権グランプリ
黄色の背景はグラン・エプルーヴ
| 開催日  | レース                                 | サーキット                   | 優勝者                               | コンストラクター   | レポート |
| ------- | -------------------------------------- | ---------------------------- | ------------------------------------ | ------------------ | -------- |
| 2月28日 | スウェーデン冬季グランプリ             | レメン湖                     | オッレ・ベンストローム               | フォード           | 詳細     |
| 4月3日  | チュニスグランプリ                     | カルタゴ市街地コース         | アキーレ・ヴァルツィ                 | ブガッティ         | 詳細     |
| 4月17日 | モナコグランプリ                       | モンテカルロ市街地コース     | タツィオ・ヌヴォラーリ               | アルファロメオ     | 詳細     |
| 4月24日 | ローマグランプリ                       | リットリオ・サーキット       | ルイジ・ファジオーリ                 | マセラティ         | 詳細     |
| 4月24日 | オラングランプリ                       | アーコル・サーキット         | ジャン＝ピエール・ウィミーユ         | ブガッティ         | 詳細     |
| 4月30日 | ブリティッシュ・エンパイア・トロフィー | ブルックランズ               | ジョン・コッブ                       | ドラージュ         | 詳細     |
| 5月8日  | タルガ・フローリオ                     | ピッコロ・マドニエ           | タツィオ・ヌヴォラーリ               | アルファロメオ     | 詳細     |
| 5月8日  | フィンランドグランプリ                 | インタルハ公園               | パーヴィクトル・ウィーデングレン     | メルセデス・ベンツ | 詳細     |
| 5月15日 | グランプリ・ド・フロンティエ           | シメイ市街地コース           | アルチュール・レガ                   | ブガッティ         | 詳細     |
| 5月16日 | プロヴァンストロフィー                 | ニーム市街地コース           | スタニラス・チャイコフスキー         | ブガッティ         | 詳細     |
| 5月16日 | ニームグランプリ                       | ニーム市街地コース           | ブノア・ファルケット                 | ブガッティ         | 詳細     |
| 5月22日 | アヴスレンネン                         | アヴス                       | マンフレート・フォン・ブラウヒッチュ | メルセデス・ベンツ | 詳細     |
| 5月22日 | モロッコグランプリ                     | アンファ市街地コース         | マルセル・ルー                       | ブガッティ         | 詳細     |
| 5月29日 | アイフェルレンネン                     | ニュルブルクリンク           | ルドルフ・カラツィオラ               | アルファロメオ     | 詳細     |
| 5月29日 | シルキュイ・ド・トルヴィリエ           | トロワ市街地コース           | ロバート・ゴーティエ                 | ブガッティ         | 詳細     |
| 6月5日  | ピカルディグランプリ                   | ペロンヌ市街地コース         | フィリップ・エトンスラン             | アルファロメオ     | 詳細     |
| 6月19日 | リヴィウグランプリ                     | リヴィウ市街地コース         | ルドルフ・カラツィオラ               | アルファロメオ     | 詳細     |
| 6月26日 | ロレーヌグランプリ                     | ナンシー市街地コース         | ジャン＝ピエール・ウィミーユ         | アルファロメオ     | 詳細     |
| 7月24日 | ディエップグランプリ                   | ディエップ市街地コース       | ルイ・シロン                         | ブガッティ         | 詳細     |
| 7月31日 | シルキュイ・ド・ニース                 | ニース市街地コース           | ルイ・シロン                         | ブガッティ         | 詳細     |
| 7月31日 | コッパ・チアーノ                       | モンテネーロ・サーキット     | タツィオ・ヌヴォラーリ               | アルファロメオ     | 詳細     |
| 8月14日 | コッパ・アチェルボ                     | ペスカーラ・サーキット       | タツィオ・ヌヴォラーリ               | アルファロメオ     | 詳細     |
| 8月14日 | コマンジュグランプリ                   | サン・ゴーダンス市街地コース | ゴッフレード・ゼンデル               | アルファロメオ     | 詳細     |
| 8月17日 | ラ・ボルグランプリ                     | ラ・ボル市街地コース         | ウィリアム・グローバー＝ウィリアムズ | ブガッティ         | 詳細     |
| 9月4日  | チェコスロヴァキアグランプリ           | ブルノ市街地コース           | ルイ・シロン                         | ブガッティ         | 詳細     |
| 9月10日 | マウンテン・チャンピオンシップ         | ブルックランズ               | マルコム・キャンベル                 | サンビーム         | 詳細     |
| 9月11日 | モンツァグランプリ                     | モンツァ                     | ルドルフ・カラツィオラ               | アルファロメオ     | 詳細     |
| 9月11日 | アンティーブ グランプリ                | ガループ市街地コース         | ブノア・ファルケット                 | ブガッティ         | 詳細     |
| 9月25日 | マルセイユ グランプリ                  | ミラマ市街地コース           | レイモン・ソメール                   | アルファロメオ     | 詳細     |
| 9月25日 | ムンケミエニ・レース                   | ムンケミエニ市街地コース     | パーヴィクトル・ウィーデングレン     | アルファロメオ     | 詳細     |

## 1932年のドライバーズランキング
| 順位 | ドライバー                           | ITA | FRA | GER | Pts |
| ---- | ------------------------------------ | --- | --- | --- | --- |
| 1    | タツィオ・ヌヴォラーリ               | 1   | 1   | 2   | 4   |
| 2    | バコーニン・ボルザッキーニ           | 3   | 2   | 3   | 8   |
| 3    | ルドルフ・カラツィオラ               | NC  | 3   | 1   | 9   |
| 4    | ルネ・ドレフュス                     | 5   | 5   | 4   | 12  |
| 5    | ルイ・シロン                         | Ret | 4   | Ret | 17  |
| =    | アルベール・ディーヴォ               | 6   | Ret |     | 17  |
| 7    | ルイジ・ファジオーリ                 | 2   |     |     | 18  |
| 8    | アメデオ・ルジェッリ                 | 8   |     | Ret | 19  |
| 9    | ジュゼッペ・カンパーリ               | 4   |     |     | 20  |
| =    | ピエトロ・ゲルシ                     | 7   |     |     | 20  |
| =    | エウジェニオ・シエナ                 | 9   |     |     | 20  |
| =    | ウィリアム・グローバー＝ウィリアムズ |     | 6   |     | 20  |
| =    | ゴッフレード・ゼンデル               |     | 7   |     | 20  |
| =    | ピエール・フェリクス                 |     | 8   |     | 20  |
| =    | アール・ハウ                         |     | 9   |     | 20  |
| 16   | マルセル・ルー                       | Ret | Ret | Ret | 21  |
| =    | アキーレ・ヴァルツィ                 | Ret | Ret |     | 21  |
| =    | ルイジ・プレモーリ                   | 10  |     |     | 21  |
| =    | フィリップ・エトンスラン             |     | Ret |     | 21  |
| =    | マックス・フォーニ                   |     | Ret |     | 21  |
| =    | ジャン＝ピエール・ウィミーユ         |     | Ret |     | 21  |
| 22   | ルイジ・カステバルコ                 | Ret |     |     | 23  |
| =    | ジャン・グピア                       |     | Ret |     | 23  |
| =    | ハンス・レヴィ                       |     |     | Ret | 23  |
| =    | パウル・ピーチュ                     |     |     | Ret | 23  |
| 順位 | ドライバー                           | ITA | FRA | GER | Pts |

| 色   | 結果                          | ポイント |
| ---- | ----------------------------- | -------- |
| 金色 | 勝者                          | 1        |
| 銀色 | 2位                           | 2        |
| 銅色 | 3位                           | 3        |
| 緑   | レースの75%以上を消化         | 4        |
| 青   | レースの50%以上 75%未満を消化 | 5        |
| 紫   | レースの25%以上 50%未満を消化 | 6        |
| 赤   | レースの25%未満を消化         | 7        |
| 黒   | 失格                          | 8        |
| 白   | 参加せず                      | 8        |